# Michèle Duchet
Michèle Duchet (1925-2001), fue una profesora e historiadora, especialista en la construcción de la Antropología durante el siglo de las Luces francés. Fue una destacada especialista en el siglo XVIII.

## Trayectoria
Tras realizar sus estudios, Duchet estuvo en la École normale supérieure (Sèvres), hizo su agregación, fue asistente en la Sorbona, enseñó en la E.N.S. de Fontenay. Pero su carrera de enseñante se inició antes de 1954 en Argelia. Allí es donde, teniendo sobre todo en cuenta las circunstancias críticas de la descolonización argelina de esos años, se constituye el núcleo decisivo de su investigación. Sus imperativos morales marcaron definitivamente toda su trayectoria, un tanto atípica por su compromiso con el presente y con el significado político de su indagación.
Su libro capital es Anthropologie et Histoire au siècle des Lumières. Apareció en 1971, y estaba dedicado a Jean Fabre, a su familia y a sus "compañeros argelinos" y a la propia Argelia. Es un trabajo fundamental para comprender los orígenes de la ideología colonial moderna, que estaba agazapada dentro de la filosofía de la Luces que por supuesto asimismo ésta planteó una oposición final contra la realidad histórica del colonialismo ilustrado.
Al ser editado de nuevo, en 1995, Claude Blanckaert en su posfacio recordaba que Michèle Duchet había profundizado a su manera su estudio histórico sobre la formación en el siglo XVIII de eso que sería llamado en la centuria del historicismo y en el siglo XX, la Antropología (Claude Levi-Strauss había marcado que Rousseau era el "Fundador de las ciencias del hombre" en Ginebra, 1962).
Michèle Duchet, en su libro nada 'exótico', dedicaba una primera parte —Del mito a las imágenes— a hablar de las exploraciones (con el espejismo de Tahití), a la literatura de los viajes, la ideología colonial ( a la vez más 'humana' y más rentable, desde luego), y cómo se produjo con dificultades una crítica al sistema esclavista, y una idea de civilización de los llamados salvajes tras la destrucción de los indios en América. Todo ello lo llevaba a cabo mediante un estudio exhaustivo de los archivos del extinto Ministerio de las Colonias.
En la segunda parte de su extenso trabajo —La Antropología de los filósofos— analizaba las ideas de Buffon, y sus consideraciones sobre el hombre negro o el hombre americano; luego, las ideas de Voltaire, tan implicado en el comercio de hombres, y su noción de "raza", con todos los prejuicios adyacentes; para seguir con las ideas de Rousseau y de Helvetius, describiendo que su "ilusión reformista, porque hace que la muerte de los indios y de los negros dependa de la victoria de las Luces en Europa, deja el campo libre a todos los mitos civilizadores".
El trabajo concluye con un largo final sobre la antropología de Diderot, desde la Enciclopedia, hasta sus trabajos finales, así en la Historia de las indias, en colaboración con el abate Raynal, desde 1772. En este manifiesto con observaciones cobra la idea del 'hombre natural, y pese a su ilusión reformista parcial, confiere "a los pueblos el poder de obrar sobre su destino" y transfiere "al cuerpo político la inmensa energía de que dispone toda la especie"; así que "la era de las revoluciones anuncia que, en el ser colectivo que se ha lanzado a su proceso de civilización, la naturaleza está actuando aún". El par civilizado-'salvaje' bascula, y hasta invierte sus posiciones, cuando el segundo denuncia las destrucciones despiadadas y engañosas del primero.

## Obra fundamental de Michèle Duchet
- Anthropologie et Histoire au siècle des Lumières, París, Maspero, 1971 (reed. 1995). Tr.: Antropología e Historia en el siglo de las Luces, Buenos Aires, Siglo XXI, 1975 y 1984.
- Essais d'anthropologie: espaces, langues, histoire, 2005, recopilación de artículos hasta 1999, con prefacio de Claude Blanckaert y posfacio de Georges Benrekassa.

## Enlaces
- biografía por Georges Benrekassa.
- "Apprendre à porter sa vue au loin. Hommage à Michèle Duchet",  Recherches sur Diderot et sur l’Enclyclopédie, n.º 44.